# Liz Williams
Liz Williams, född 1965, är en brittisk science fiction-författare. Hon debuterade med romanen The Ghost Sister 2001. Både den och hennes nästa, Empire of Bones, var nominerade till Philip K. Dick-priset.
Hon är filosofie doktor i vetenskapsteori, och disputerade vid Cambridge universitet. Från mitten av nittiotalet och några år framåt bodde och verkade hon i Kazakstan.

### Fristående romaner
- The Ghost Sister (2001)
- Empire of Bones (2002)
- The Poison Master (2003)
- Nine Layers of Sky (2003)
- Banner of Souls (2004)

### Detective Inspector Chen
- Snake Agent (2005)
- The Demon and the City (2006)
- Precious Dragon (2007)
- The Shadow Pavilion (2009)
- The Iron Khan (2010)
- Morningstar (2011)

### Darkland
- Darkland (2006)
- Bloodmind (2007)

### Winterstrike
- Winterstrike (2008)

### Samlingar
- The Banquet of the Lords of Night and Other Stories (2004)